# CVORM
A CVORM é uma empresa cabo-verdiana fundada em 2021, especializada na reciclagem e transformação de plásticos. Sediada em Ribeirão Chiqueiro, São Domingos, na ilha de Santiago.

## História
A CVORM foi fundada por Edmilson Rocha e Jailson Rocha em 2021. O projeto surgiu da necessidade de soluções sustentáveis para a gestão de resíduos plásticos em Cabo Verde, introduz a reciclagem na economia local, onde anteriormente o plástico iria somente para aterros, procurando exportar para a região da Comunidade Económica dos Estados da África Ocidental (CEDEAO), no contexto do investimento "Industriambientalizar".
Em março de 2024, participou no Fórum de Cooperação Ambiental de Macau (2024MIECF), dedicado à sustentabilidade e transição ecológica, com vista a aquisição de equipamento.

## Atividade
A empresa opera no setor da reciclagem e transformação de resíduos plásticos, desenvolvendo artigos para fins industriais e domésticos, através dos processos de injeção, insuflação, extrusão e termoformagem de produtos plásticos. Realiza também fabrico, comércio, reparação e manutenção de moldes metálicos.